# قائمة رؤساء وزراء الهند

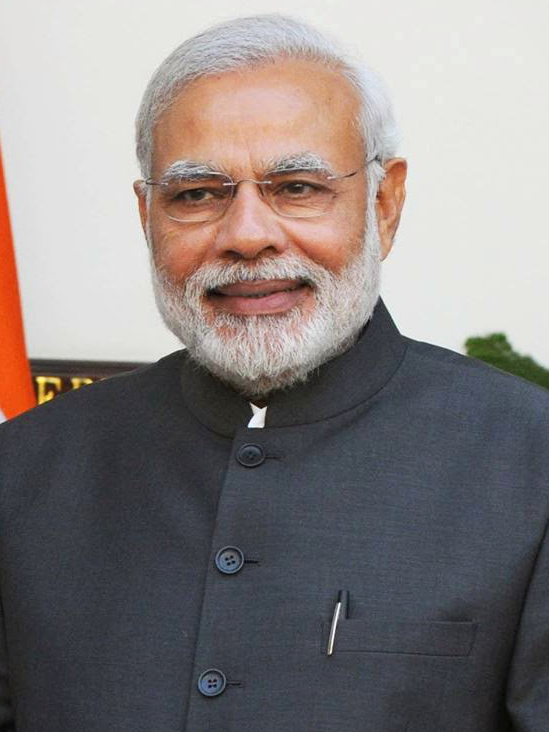
ناريندرا مودي هو الحالي (14) رئيس وزراء الهند، منذ 26 مايو 2014.

رؤساء وزراء الهند (ولاية الولادة)

رئيس وزراء الهند هو الرئيس التنفيذي لحكومة الهند. يذكر الدستور الهندية أن الرئيس هو رئيس الدولة بحكم القانون، ولكن صلاحياته التنفيذية الفعلية تقع على عاتق رئيس الوزراء ومجلس وزرائه. رئيس الوزراء هو زعيم الحزب الفائز بالأغلبية في مجلس نواب البرلمان الهندي (لوك سابها) وهو الهيئة التشريعية الرئيسية في جمهورية الهند. رئيس الوزراء وحكومته مسؤولون في جميع الأوقات أمام لوك سابها.
رأس وزراء الهند أربع عشرة شخص منذ الاستقلال في عام 1947 منهم جولزاريلال ناندا الذي شغل المنصب مرتين غير متتابعتين. أولهم جواهر لال نهرو من حزب المؤتمر الوطني الهندي الذي أدى اليمين في 15 أغسطس 1947 وظل في المنصب حتى وفاته في مايو عام 1964 (أجرت الهند أول انتخابات عامة بعد الاستقلال في عام 1952)، وهو أطول من شغل المنصب. وخلفه زميله في حزب المؤتمر لال بهادور شاستري الذي توفي في المنصب بعد 19 شهرا في طقشند بعد توقيعه إعلان طشقند مع باكستان، ثم انديرا غاندي ابنة نهرو التي أصبحت أول امرأة رئيس الوزراء في البلاد.
خسر حزبها المؤتمر الوطني الهندي الانتخابات العامة الهندية عام 1977 أمام حزب جاناتا بعد أحد عشر عاما لها في المنصب وأصبح زعيمه مورارجي ديساي أول رئيس وزراء من خارج المؤتمر. استقال ديساي في عام 1979 وشغل شريكه السابق تشاران سينغ المنصب لفترة وجيزة حتى فاز المؤتمر في الانتخابات العامة الهندية عام 1980 وعادت أنديرا غاندي للمنصب. انتهت فترة ولايتها الثانية بعد خمس سنوات في 31 أكتوبر 1984 بعدما اغتلها أحد حراسها. أدى ابنها راجيف غاندي اليمين الدستورية كأصغر رئيس وزراء في الهند. شغل أفراد عائلة نهرو غاندي منصب رئاسة الوزراء ما يقرب من 38 عاما.
شكل زميله السابق في مجلس الوزراء، فيشواناث براتاب سينغ من جاناتا دال حكومة ائتلافية للجبهة الوطنية لمدة عام في عام 1989. تبع أن شغل شاندرا شيخار المنصب لسبعة أشهر، بعد ذلك عاد حزب المؤتمر إلى السلطة وشكل بي في ناراسيمها راو الحكومة في يونيو 1991 بعد اغتيال راجيف غاندي في وقت سابق من ذلك العام. خلف حكومة راو أربع حكومات قصيرة في خمس سنوات - أتال بيهاري فاجبايي من حزب بهاراتيا جاناتا لمدة 13 يوما في عام 1996 وسنة واحدة لكل من كودا وكجرال من الجبهة المتحدة وعاد فاجبايي للمنصب مرة أخرى لمدة 13 شهرا في 1998-1999. فاز التحالف الوطني الديمقراطي بزعامة فاجبايي في الانتخابات العامة 1999 وشغل المنصب لفترة واحدة (خس سنوات) وهو أول تحالف ليس فيه حزب المؤتمر يفوز برئاسة الوزراء. فاز حزب المؤتمر وتحالفه التقدمي المتحد في الانتخابات العامة 2004 و2009 وشغل مانموهان سينغ المنصب فترين (عشر سنيين) بين عامي 2004 و2014 وهو الشيخي الوحيد الذي شغل المنصب. فاز حزب بهاراتيا جاناتا في الانتخابات العامة الهندية لعام 2014 وشكل زعيمه ناريندرا مودي أول حكومة أغلبية من حزب واحد غير حزب المؤتمر. فاز حزب بهاراتيا جاناتا مرة أخرى في الانتخابات العامة الهندية لعام 2019 بمقاعد أكبر من السنة الفائتة وشغل مودي المنصب مرة أخرى. خسر حزب بهاراتيا جاناتا أغلبيته المنفردة في الانتخابات العامة 2024 لكنه اعتمد على حزبه لتحقيق الأغلبية، وأصبح مودي رئيسا للوزراء للمرة الثالثة على التوالي.

## مفتاح
| مفتاح اللون لحزب رؤساء الوزراء - حزب بهاراتيا جاناتا - المؤتمر الوطني الهندي المحددة المؤتمر الوطني الهندي (I) 1977–1996 - جاناتا دال - حزب جاناتا - حزب جاناتا (علماني) - حزب ساماجوادي جاناتا | مفتاح آخر - №: العدد الحالي - † اغتيل أو توفي في منصبه - § عاد إلى المكتب بعد فترة سابقة - RES استقال - NC استقال بعد اقتراح بعدم الثقة |

## رؤساء وزراء الهند
| No.  | No.                                  | الصورة       | الاسم (الميلاد – الوفاة) الدائرة الانتخابية                                                                    | العمر عند تولي المنصب | الفترة والانتخابات | الفترة والانتخابات | الفترة والانتخابات | الفترة والانتخابات                            | المناصب أثناء رئاسة الوزراء | الحزب | الحكومة | العاهل (المدة)            |
| ---- | ------------------------------------ | ------------ | --- | --------------------- | ------------------ | ------------------ | ------------------ | --------------------------------------------- | --- | --- | --- | ------------------------- |
| 1    |                                      |              | جواهر لال نهرو (1889–1964) نائب عن United Provinces (الجمعية التأسيسية، 1947-1952) نائب عن Phulpur (1952-1964) | 57 سنوات و274 أيام    | 15 أغسطس 1947      | 27 مايو 1964[†]    | 16 سنوات و286 أيام | –                                             | - وزير الشؤون الخارجية - وزير الدفاع الهندي ‏ (1952 – 1955، 1957) - وزير المالية الهندي ‏ (1958) | المؤتمر الوطني الهندي | Nehru I | جورج السادس (1947 – 1950) |
| 1    | راجندرا براساد (1950 – 1962)         |              | جواهر لال نهرو (1889–1964) نائب عن United Provinces (الجمعية التأسيسية، 1947-1952) نائب عن Phulpur (1952-1964) | 57 سنوات و274 أيام    | 15 أغسطس 1947      | 27 مايو 1964[†]    | 16 سنوات و286 أيام | –                                             | - وزير الشؤون الخارجية - وزير الدفاع الهندي ‏ (1952 – 1955، 1957) - وزير المالية الهندي ‏ (1958) | المؤتمر الوطني الهندي | Nehru I |                           |
| 1    | 1951–52                              | Nehru II     | جواهر لال نهرو (1889–1964) نائب عن United Provinces (الجمعية التأسيسية، 1947-1952) نائب عن Phulpur (1952-1964) | 57 سنوات و274 أيام    | 15 أغسطس 1947      | 27 مايو 1964[†]    | 16 سنوات و286 أيام |                                               | - وزير الشؤون الخارجية - وزير الدفاع الهندي ‏ (1952 – 1955، 1957) - وزير المالية الهندي ‏ (1958) | المؤتمر الوطني الهندي | |                           |
| 1    | 1957                                 | Nehru III    | جواهر لال نهرو (1889–1964) نائب عن United Provinces (الجمعية التأسيسية، 1947-1952) نائب عن Phulpur (1952-1964) | 57 سنوات و274 أيام    | 15 أغسطس 1947      | 27 مايو 1964[†]    | 16 سنوات و286 أيام |                                               | - وزير الشؤون الخارجية - وزير الدفاع الهندي ‏ (1952 – 1955، 1957) - وزير المالية الهندي ‏ (1958) | المؤتمر الوطني الهندي | |                           |
| 1    | 1962                                 | Nehru IV     | جواهر لال نهرو (1889–1964) نائب عن United Provinces (الجمعية التأسيسية، 1947-1952) نائب عن Phulpur (1952-1964) | 57 سنوات و274 أيام    | 15 أغسطس 1947      | 27 مايو 1964[†]    | 16 سنوات و286 أيام | سارفيبالي راذاكريشنان (1962 – 1967)           | - وزير الشؤون الخارجية - وزير الدفاع الهندي ‏ (1952 – 1955، 1957) - وزير المالية الهندي ‏ (1958) | المؤتمر الوطني الهندي | |                           |
| ب    |                                      |              | جولزاريلال ناندا (1898–1998) نائب عن Sabarkantha                                                               | 65 سنوات و328 أيام    | 27 مايو 1964       | 9 يونيو 1964       | 13 أيام            | سارفيبالي راذاكريشنان (1962 – 1967)           | – | المؤتمر الوطني الهندي | - وزير الشؤون الداخلية ‏ - وزير الشؤون الخارجية - وزير الطاقة الذرية | Nanda I                   |
| 2    |                                      |              | لال بهادور شاستري (1904–1966) نائب عن Allahabad                                                                | 62 سنوات و250 أيام    | 9 يونيو 1964       | 11 يناير 1966[†]   | 1 سنة و216 أيام    | سارفيبالي راذاكريشنان (1962 – 1967)           | – | المؤتمر الوطني الهندي | - وزير الشؤون الخارجية (1964) | Shastri                   |
| ب    |                                      |              | جولزاريلال ناندا (1898–1998) نائب عن Sabarkantha                                                               | 67 سنوات و191 أيام    | 11 يناير 1966      | 24 يناير 1966      | 13 أيام            | سارفيبالي راذاكريشنان (1962 – 1967)           | – | المؤتمر الوطني الهندي | - وزير الشؤون الداخلية ‏ - وزير الطاقة الذرية | Nanda II                  |
| 3    |                                      |              | أنديرا غاندي (1917–1984) نائب عن Uttar Pradesh (مجلس الشيوخ، 1966 – 1967) نائب عن Rae Bareli (1967 – 1977)     | 48 سنوات و66 أيام     | 24 يناير 1966      | 24 مارس 1977       | 11 سنوات و59 أيام  | سارفيبالي راذاكريشنان (1962 – 1967)           | – | المؤتمر الوطني الهندي | - وزير الشؤون الخارجية (1967 – 1969) - وزير المالية الهندي ‏ (1970) - وزير الشؤون الداخلية ‏ (1970 – 1973) - وزارة الإعلام والإذاعة الهندية (1971 – 1974) - وزير الدفاع الهندي ‏ (1975) | Indira I                  |
| 3    | 1967                                 | Indira II    | أنديرا غاندي (1917–1984) نائب عن Uttar Pradesh (مجلس الشيوخ، 1966 – 1967) نائب عن Rae Bareli (1967 – 1977)     | 48 سنوات و66 أيام     | 24 يناير 1966      | 24 مارس 1977       | 11 سنوات و59 أيام  | ذاكر حسين (1967 – 1969)                       | | المؤتمر الوطني الهندي | - وزير الشؤون الخارجية (1967 – 1969) - وزير المالية الهندي ‏ (1970) - وزير الشؤون الداخلية ‏ (1970 – 1973) - وزارة الإعلام والإذاعة الهندية (1971 – 1974) - وزير الدفاع الهندي ‏ (1975) |                           |
| 3    | 1967                                 | Indira II    | أنديرا غاندي (1917–1984) نائب عن Uttar Pradesh (مجلس الشيوخ، 1966 – 1967) نائب عن Rae Bareli (1967 – 1977)     | 48 سنوات و66 أيام     | 24 يناير 1966      | 24 مارس 1977       | 11 سنوات و59 أيام  | فاراهاغيري فينكاتا غيري (1969) (بالوكالة)     | | المؤتمر الوطني الهندي | - وزير الشؤون الخارجية (1967 – 1969) - وزير المالية الهندي ‏ (1970) - وزير الشؤون الداخلية ‏ (1970 – 1973) - وزارة الإعلام والإذاعة الهندية (1971 – 1974) - وزير الدفاع الهندي ‏ (1975) |                           |
| 3    | 1967                                 | Indira II    | أنديرا غاندي (1917–1984) نائب عن Uttar Pradesh (مجلس الشيوخ، 1966 – 1967) نائب عن Rae Bareli (1967 – 1977)     | 48 سنوات و66 أيام     | 24 يناير 1966      | 24 مارس 1977       | 11 سنوات و59 أيام  | محمد هداية الله (1969) (بالوكالة)             | | المؤتمر الوطني الهندي | - وزير الشؤون الخارجية (1967 – 1969) - وزير المالية الهندي ‏ (1970) - وزير الشؤون الداخلية ‏ (1970 – 1973) - وزارة الإعلام والإذاعة الهندية (1971 – 1974) - وزير الدفاع الهندي ‏ (1975) |                           |
| 3    | 1967                                 | Indira II    | أنديرا غاندي (1917–1984) نائب عن Uttar Pradesh (مجلس الشيوخ، 1966 – 1967) نائب عن Rae Bareli (1967 – 1977)     | 48 سنوات و66 أيام     | 24 يناير 1966      | 24 مارس 1977       | 11 سنوات و59 أيام  | فاراهاغيري فينكاتا غيري (1969 – 1974)         | | المؤتمر الوطني الهندي | - وزير الشؤون الخارجية (1967 – 1969) - وزير المالية الهندي ‏ (1970) - وزير الشؤون الداخلية ‏ (1970 – 1973) - وزارة الإعلام والإذاعة الهندية (1971 – 1974) - وزير الدفاع الهندي ‏ (1975) |                           |
| 3    |                                      | 1971         | أنديرا غاندي (1917–1984) نائب عن Uttar Pradesh (مجلس الشيوخ، 1966 – 1967) نائب عن Rae Bareli (1967 – 1977)     | 48 سنوات و66 أيام     | 24 يناير 1966      | 24 مارس 1977       | 11 سنوات و59 أيام  | Indian National Congress (R)                  | Indira III | | - وزير الشؤون الخارجية (1967 – 1969) - وزير المالية الهندي ‏ (1970) - وزير الشؤون الداخلية ‏ (1970 – 1973) - وزارة الإعلام والإذاعة الهندية (1971 – 1974) - وزير الدفاع الهندي ‏ (1975) |                           |
| 3    | فخر الدين علي أحمد (1974 – 1977)     | 1971         | أنديرا غاندي (1917–1984) نائب عن Uttar Pradesh (مجلس الشيوخ، 1966 – 1967) نائب عن Rae Bareli (1967 – 1977)     | 48 سنوات و66 أيام     | 24 يناير 1966      | 24 مارس 1977       | 11 سنوات و59 أيام  | Indian National Congress (R)                  | Indira III | | - وزير الشؤون الخارجية (1967 – 1969) - وزير المالية الهندي ‏ (1970) - وزير الشؤون الداخلية ‏ (1970 – 1973) - وزارة الإعلام والإذاعة الهندية (1971 – 1974) - وزير الدفاع الهندي ‏ (1975) |                           |
| 3    | باسابا دانابا جاتي (1977) (بالوكالة) | 1971         | أنديرا غاندي (1917–1984) نائب عن Uttar Pradesh (مجلس الشيوخ، 1966 – 1967) نائب عن Rae Bareli (1967 – 1977)     | 48 سنوات و66 أيام     | 24 يناير 1966      | 24 مارس 1977       | 11 سنوات و59 أيام  | Indian National Congress (R)                  | Indira III | | - وزير الشؤون الخارجية (1967 – 1969) - وزير المالية الهندي ‏ (1970) - وزير الشؤون الداخلية ‏ (1970 – 1973) - وزارة الإعلام والإذاعة الهندية (1971 – 1974) - وزير الدفاع الهندي ‏ (1975) |                           |
| 4    |                                      |              | مورارجي ديساي (1896–1995) نائب عن Surat                                                                        | 81 سنوات و24 أيام     | 24 مارس 1977       | 28 يوليو 1979[RES] | 2 سنوات و126 أيام  | 1977                                          | - وزير المالية الهندي ‏ (1977، 1979) - وزير الشؤون الداخلية ‏ (1978 – 1979) | Janata Party | Desai |                           |
| 4    | نيلام سانجيفا ريدي (1977 – 1982)     |              | مورارجي ديساي (1896–1995) نائب عن Surat                                                                        | 81 سنوات و24 أيام     | 24 مارس 1977       | 28 يوليو 1979[RES] | 2 سنوات و126 أيام  | 1977                                          | - وزير المالية الهندي ‏ (1977، 1979) - وزير الشؤون الداخلية ‏ (1978 – 1979) | Janata Party | Desai |                           |
| 5    |                                      |              | تشاران سينغ (1902–1987) نائب عن Baghpat                                                                        | 76 سنوات و217 أيام    | 28 يوليو 1979      | 14 يناير 1980[RES] | 170 أيام           | –                                             | لا شىء | Janata Party (Secular) | Charan |                           |
| (3)  |                                      |              | أنديرا غاندي (1917–1984) نائب عن Medak                                                                         | 62 سنوات و56 أيام     | 14 يناير 1980[§]   | 31 أكتوبر 1984[†]  | 4 سنوات و291 أيام  | 1980                                          | - وزير الدفاع الهندي ‏ (1980 – 1982) - وزير الشؤون الخارجية (1984) | المؤتمر الوطني الهندي | Indira IV |                           |
| (3)  | زيل سينغ (1982 – 1987)               |              | أنديرا غاندي (1917–1984) نائب عن Medak                                                                         | 62 سنوات و56 أيام     | 14 يناير 1980[§]   | 31 أكتوبر 1984[†]  | 4 سنوات و291 أيام  | 1980                                          | - وزير الدفاع الهندي ‏ (1980 – 1982) - وزير الشؤون الخارجية (1984) | المؤتمر الوطني الهندي | Indira IV |                           |
| 6    |                                      |              | راجيف غاندي (1944–1991) نائب عن Amethi                                                                         | 40 سنوات و72 أيام     | 31 أكتوبر 1984     | 2 ديسمبر 1989      | 5 سنوات و32 أيام   | –                                             | - وزير الشؤون الخارجية (1984 – 1985، 1987 – 1988) - Minister of Tourism، وزارة الطيران المدني (الهند) وCommerce (1984 – 1985) - Minister of Environment وForests (1984 – 1986) - وزير الدفاع الهندي ‏ (1985 – 1987) - وزير المالية الهندي ‏ (1987)         | المؤتمر الوطني الهندي | Rajiv I |                           |
| 6    | 1984 ‏                                | Rajiv II     | راجيف غاندي (1944–1991) نائب عن Amethi                                                                         | 40 سنوات و72 أيام     | 31 أكتوبر 1984     | 2 ديسمبر 1989      | 5 سنوات و32 أيام   | آر فينكاتارامان (1987 – 1992)                 | - وزير الشؤون الخارجية (1984 – 1985، 1987 – 1988) - Minister of Tourism، وزارة الطيران المدني (الهند) وCommerce (1984 – 1985) - Minister of Environment وForests (1984 – 1986) - وزير الدفاع الهندي ‏ (1985 – 1987) - وزير المالية الهندي ‏ (1987)         | المؤتمر الوطني الهندي | |                           |
| 7    |                                      |              | فيشواناث براتاب سينغ ‏ (1931–2008) نائب عن Fatehpur                                                             | 58 سنوات و160 أيام    | 2 ديسمبر 1989      | 10 نوفمبر 1990[NC] | 343 أيام           | آر فينكاتارامان (1987 – 1992)                 | 1989 ‏ | - وزير الدفاع الهندي ‏ - Minister of Human Resource Development - وزير الشؤون الخارجية (1989)                                                             | جاناتا دال ‏ | Vishwanath                |
| 8    |                                      |              | شاندرا شيخار (1927–2007) نائب عن Ballia                                                                        | 63 سنوات و207 أيام    | 10 نوفمبر 1990     | 21 يونيو 1991[RES] | 223 أيام           | آر فينكاتارامان (1987 – 1992)                 | – | - وزير الشؤون الخارجية (1990) | Samajwadi Janata Party (Rashtriya) | Chandra Shekhar           |
| 9    |                                      |              | بي في ناراسيمها راو (1921–2004) نائب عن Nandyal                                                                | 69 سنوات و358 أيام    | 21 يونيو 1991      | 16 مايو 1996       | 4 سنوات و330 أيام  | آر فينكاتارامان (1987 – 1992)                 | 1991 | - وزارة الكيماويات والأسمدة ‏ (1991 – 1994) - وزير الشؤون الخارجية (1992 – 1993) - وزير الدفاع الهندي ‏ (1993 – 1996) - وزير السكك الحديدية ‏ (1995 – 1996) | المؤتمر الوطني الهندي | Rao                       |
| 9    | شانكار دايال شارما (1992 – 1997)     |              | بي في ناراسيمها راو (1921–2004) نائب عن Nandyal                                                                | 69 سنوات و358 أيام    | 21 يونيو 1991      | 16 مايو 1996       | 4 سنوات و330 أيام  |                                               | 1991 | - وزارة الكيماويات والأسمدة ‏ (1991 – 1994) - وزير الشؤون الخارجية (1992 – 1993) - وزير الدفاع الهندي ‏ (1993 – 1996) - وزير السكك الحديدية ‏ (1995 – 1996) | المؤتمر الوطني الهندي | Rao                       |
| 10   |                                      |              | أتال بيهاري فاجبايي (1924–2018) نائب عن Lucknow                                                                | 71 سنوات و143 أيام    | 16 مايو 1996       | 1 يونيو 1996[RES]  | 16 أيام            | 1996                                          | - وزارة الكيماويات والأسمدة ‏ - Ministry of Textiles - Minister of Commerce وIndustry | حزب بهاراتيا جاناتا | Vajpayee I |                           |
| 11   |                                      |              | هاراداناهالي دوده ديفي كودا (مواليد 1933) نائب عن Karnataka (مجلس الشيوخ)                                      | 63 سنوات و14 أيام     | 1 يونيو 1996       | 21 أبريل 1997[RES] | 324 أيام           | –                                             | - وزير الشؤون الداخلية ‏ (1996) - وزير الزراعة ورعاية المزارعين ‏ (1996) - Minister of Textiles (1996) - Minister of Urban Development (1996 – 1997) | جاناتا دال ‏ (United Front) | Deve Gowda |                           |
| 12   |                                      |              | إندر كمار كجرال (1919–2012) نائب عن Bihar (مجلس الشيوخ)                                                        | 77 سنوات و138 أيام    | 21 أبريل 1997      | 19 مارس 1998[RES]  | 332 أيام           | –                                             | - Minister of Personnel، Public Grievances وPensions - وزير الشؤون الخارجية - وزير المالية الهندي ‏ (1997) | جاناتا دال ‏ (United Front) | Gujral |                           |
| 12   | ك. ر. نارايانان (1997 – 2002)        |              | إندر كمار كجرال (1919–2012) نائب عن Bihar (مجلس الشيوخ)                                                        | 77 سنوات و138 أيام    | 21 أبريل 1997      | 19 مارس 1998[RES]  | 332 أيام           | –                                             | - Minister of Personnel، Public Grievances وPensions - وزير الشؤون الخارجية - وزير المالية الهندي ‏ (1997) | جاناتا دال ‏ (United Front) | Gujral |                           |
| (10) |                                      |              | أتال بيهاري فاجبايي (1924–2018) نائب عن Lucknow                                                                | 73 سنوات و84 أيام     | 19 مارس 1998[§]    | 22 مايو 2004       | 6 سنوات و64 أيام   | 1998                                          | - وزير الشؤون الخارجية (1998) - وزارة الإعلام والإذاعة الهندية، Communications وInformation Technology (1998) - وزارة الطاقة الجديدة والمتجددة ‏ (1998 – 1999) - Minister of Coal ووزارة المناجم ‏ (2002) - Minister of Environment وForests (2003 – 2004) | حزب بهاراتيا جاناتا (التحالف الديمقراطي الوطني) | Vajpayee II |                           |
| (10) | 1999                                 | Vajpayee III | أتال بيهاري فاجبايي (1924–2018) نائب عن Lucknow                                                                | 73 سنوات و84 أيام     | 19 مارس 1998[§]    | 22 مايو 2004       | 6 سنوات و64 أيام   |                                               | - وزير الشؤون الخارجية (1998) - وزارة الإعلام والإذاعة الهندية، Communications وInformation Technology (1998) - وزارة الطاقة الجديدة والمتجددة ‏ (1998 – 1999) - Minister of Coal ووزارة المناجم ‏ (2002) - Minister of Environment وForests (2003 – 2004) | حزب بهاراتيا جاناتا (التحالف الديمقراطي الوطني) | |                           |
| (10) | 1999                                 | Vajpayee III | أتال بيهاري فاجبايي (1924–2018) نائب عن Lucknow                                                                | 73 سنوات و84 أيام     | 19 مارس 1998[§]    | 22 مايو 2004       | 6 سنوات و64 أيام   | أبو بكر زين العابدين عبد الكلام (2002 – 2007) | - وزير الشؤون الخارجية (1998) - وزارة الإعلام والإذاعة الهندية، Communications وInformation Technology (1998) - وزارة الطاقة الجديدة والمتجددة ‏ (1998 – 1999) - Minister of Coal ووزارة المناجم ‏ (2002) - Minister of Environment وForests (2003 – 2004) | حزب بهاراتيا جاناتا (التحالف الديمقراطي الوطني) | |                           |
| 13   |                                      |              | مانموهان سينغ (1932-2024) نائب عن آسام (مجلس الشيوخ)                                                           | 71 سنوات و239 أيام    | 22 مايو 2004       | 26 مايو 2014       | 10 سنوات و4 أيام   | 2004                                          | - Minister of Personnel، Public Grievances وPensions - الوزير المكلف ب: - وزير الطاقة الذرية - إدارة الفضاء ‏ - وزير الشؤون الخارجية (2005 – 2006) - وزير المالية الهندي ‏ (2008 – 2009، 2012) - Minister of Culture (2009 – 2011)                         | المؤتمر الوطني الهندي (التحالف التقدمي المتحد) | Manmohan I |                           |
| 13   | براتيبا باتيل (2007 – 2012)          |              | مانموهان سينغ (1932-2024) نائب عن آسام (مجلس الشيوخ)                                                           | 71 سنوات و239 أيام    | 22 مايو 2004       | 26 مايو 2014       | 10 سنوات و4 أيام   | 2004                                          | - Minister of Personnel، Public Grievances وPensions - الوزير المكلف ب: - وزير الطاقة الذرية - إدارة الفضاء ‏ - وزير الشؤون الخارجية (2005 – 2006) - وزير المالية الهندي ‏ (2008 – 2009، 2012) - Minister of Culture (2009 – 2011)                         | المؤتمر الوطني الهندي (التحالف التقدمي المتحد) | Manmohan I |                           |
| 13   | 2009                                 | Manmohan II  | مانموهان سينغ (1932-2024) نائب عن آسام (مجلس الشيوخ)                                                           | 71 سنوات و239 أيام    | 22 مايو 2004       | 26 مايو 2014       | 10 سنوات و4 أيام   |                                               | - Minister of Personnel، Public Grievances وPensions - الوزير المكلف ب: - وزير الطاقة الذرية - إدارة الفضاء ‏ - وزير الشؤون الخارجية (2005 – 2006) - وزير المالية الهندي ‏ (2008 – 2009، 2012) - Minister of Culture (2009 – 2011)                         | المؤتمر الوطني الهندي (التحالف التقدمي المتحد) | |                           |
| 13   | 2009                                 | Manmohan II  | مانموهان سينغ (1932-2024) نائب عن آسام (مجلس الشيوخ)                                                           | 71 سنوات و239 أيام    | 22 مايو 2004       | 26 مايو 2014       | 10 سنوات و4 أيام   | براناب مخرجي (2012 – 2017)                    | - Minister of Personnel، Public Grievances وPensions - الوزير المكلف ب: - وزير الطاقة الذرية - إدارة الفضاء ‏ - وزير الشؤون الخارجية (2005 – 2006) - وزير المالية الهندي ‏ (2008 – 2009، 2012) - Minister of Culture (2009 – 2011)                         | المؤتمر الوطني الهندي (التحالف التقدمي المتحد) | |                           |
| 14   |                                      |              | ناريندرا مودي (مواليد 1950) نائب عن Varanasi                                                                   | 63 سنوات و251 أيام    | 26 مايو 2014       | في المنصب          | 10 سنوات و349 أيام | 2014                                          | - Minister of Personnel، Public Grievances وPensions - الوزير المكلف ب: - وزير الطاقة الذرية - إدارة الفضاء ‏ - وزارة علوم الأرض ‏ (2014) | حزب بهاراتيا جاناتا (التحالف الديمقراطي الوطني (الهند)التحالف الديمقراطي الوطني)                                                                         | Modi I |                           |
| 14   | رام نات كوفيند (2017 – 2022)         |              | ناريندرا مودي (مواليد 1950) نائب عن Varanasi                                                                   | 63 سنوات و251 أيام    | 26 مايو 2014       | في المنصب          | 10 سنوات و349 أيام | 2014                                          | - Minister of Personnel، Public Grievances وPensions - الوزير المكلف ب: - وزير الطاقة الذرية - إدارة الفضاء ‏ - وزارة علوم الأرض ‏ (2014) | حزب بهاراتيا جاناتا (التحالف الديمقراطي الوطني (الهند)التحالف الديمقراطي الوطني)                                                                         | Modi I |                           |
| 14   | 2019                                 | Modi II      | ناريندرا مودي (مواليد 1950) نائب عن Varanasi                                                                   | 63 سنوات و251 أيام    | 26 مايو 2014       | في المنصب          | 10 سنوات و349 أيام |                                               | - Minister of Personnel، Public Grievances وPensions - الوزير المكلف ب: - وزير الطاقة الذرية - إدارة الفضاء ‏ - وزارة علوم الأرض ‏ (2014) | حزب بهاراتيا جاناتا (التحالف الديمقراطي الوطني (الهند)التحالف الديمقراطي الوطني)                                                                         | |                           |
| 14   | 2019                                 | Modi II      | ناريندرا مودي (مواليد 1950) نائب عن Varanasi                                                                   | 63 سنوات و251 أيام    | 26 مايو 2014       | في المنصب          | 10 سنوات و349 أيام | دروبادي مورمو (2022 – الآن)                   | - Minister of Personnel، Public Grievances وPensions - الوزير المكلف ب: - وزير الطاقة الذرية - إدارة الفضاء ‏ - وزارة علوم الأرض ‏ (2014) | حزب بهاراتيا جاناتا (التحالف الديمقراطي الوطني (الهند)التحالف الديمقراطي الوطني)                                                                         | |                           |
| 14   | 2024                                 | Modi III     | ناريندرا مودي (مواليد 1950) نائب عن Varanasi                                                                   | 63 سنوات و251 أيام    | 26 مايو 2014       | في المنصب          | 10 سنوات و349 أيام |                                               | - Minister of Personnel، Public Grievances وPensions - الوزير المكلف ب: - وزير الطاقة الذرية - إدارة الفضاء ‏ - وزارة علوم الأرض ‏ (2014) | حزب بهاراتيا جاناتا (التحالف الديمقراطي الوطني (الهند)التحالف الديمقراطي الوطني)                                                                         | |                           |